# B咖流氓
《B咖流氓》（英語：The Wannabe）是一部2015年美國劇情電影，由尼克·桑多編劇和執導，馬田·史高西斯擔任執行製片人。本片主演是柏翠茜·雅格、大衛·扎亞斯、多門尼克·隆巴多西、米高·伊派里奧里、文森·皮亞薩和尼克·桑多。本片於2015年12月4日由Entertainment One Films和Orion Pictures發行商負責上映。

## 演員
- 柏翠茜·雅格 飾 Rose
- 大衛·扎亞斯（英语：David Zayas）
- 多門尼克·隆巴多西 飾 Mickey
- 米高·伊派里奧里 飾 Alphonse
- 文森·皮亞薩 飾 Thomas
- 尼克·桑多 飾 Anthony
- 麥克·史塔爾（英语：Mike Starr (actor)）
- 道格·E·道格（英语：Doug E. Doug） 飾 The Twin
- 文森佐·阿馬托（英语：Vincenzo Amato） 飾 Richie
- Larry Eudene 飾 Assistant DA
- 約瑟夫·席拉佛（英语：Joseph Siravo） 飾 John Gotti
- Mark Lotito 飾 檢察官Maloney
- Adriana DeMeo（英语：Adriana DeMeo） 飾 Annie
- Daniel Sauli 飾 Curtis Sliwa
- Mario Macaluso 飾 Whitey
- 傑·巴爾傑（英语：Jay Bulger） 飾 Eric Roberts
- Mark Vincent 飾 Eddie Lino

## 製作
尼克·桑多在閱讀關於托馬斯和羅絲瑪麗·烏瓦事件之後受到啟發而寫了本片，托馬斯和羅絲瑪麗·烏瓦是紐約市夫婦，在過去幾個月搶劫了幾個黑手黨社交俱樂部後，在1992年聖誕節前夕被紐約黑手黨殺害。在桑多與他的《酒私風雲》共同演員文森·皮亞薩在劇本上合作後，倆人將劇本寄給《酒私風雲》的執行製片人馬田·史高西斯。桑多告訴《Creative Screenwriting》，「當我們對劇本感到安心時，我們考慮把它交給馬田。我們沒有期望，但是在假期之後，他們有一場《酒私風雲》下一季第一集的劇本朗讀，馬田來到並說他喜歡《B咖流氓》。」史高西斯同意擔任本片的執行製片人。

## 外部連結
- 互联网电影数据库（IMDb）上《The Wannabe》的资料（英文）